# Объёмный гидропривод

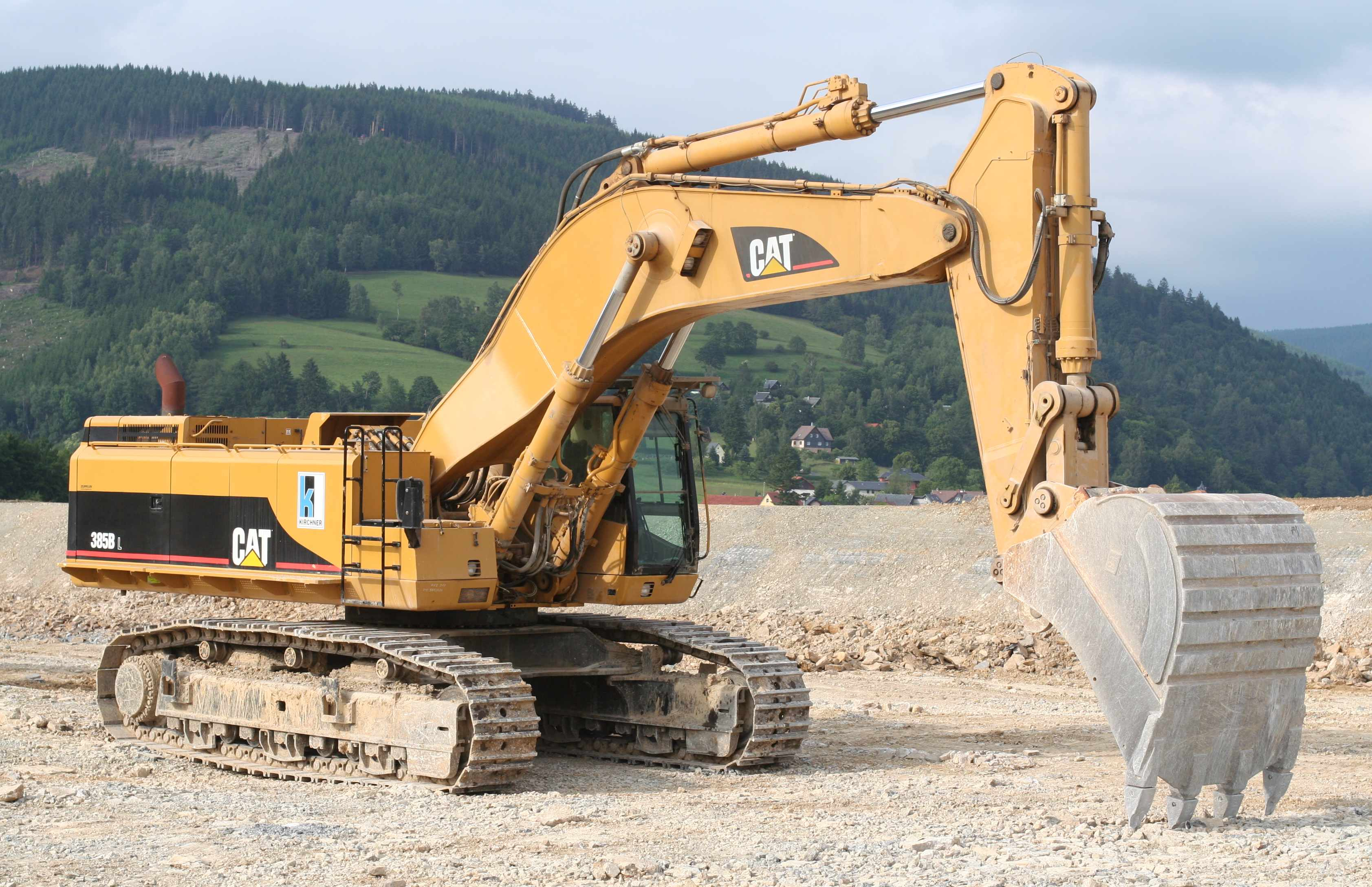
Одноковшовый экскаватор с объёмным гидравлическим приводом

Объёмный гидропривод — это гидравлический привод, в котором используются объёмные гидромашины. Термин происходит от того, что принцип действия объёмных гидромашин основан на попеременном заполнении рабочего объёма жидкостью и вытеснения жидкости из него. Объёмный гидропривод машин позволяет с высокой точностью поддерживать или изменять скорость машины при произвольном нагружении, осуществлять слежение — точно воспроизводить заданные режимы вращательного или возвратно-поступательного движения, усиливая одновременно управляющее воздействие. Иногда называется гидростатическим приводом, что ошибочно, поскольку термин «гидростатический» может быть отнесён только к покоящейся жидкости.

## Общее описание

### Основные элементы объемного привода

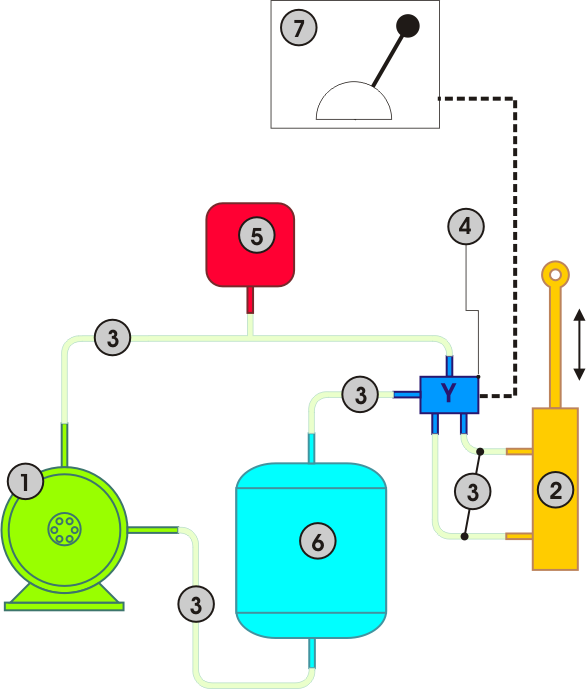
Основные элементы объёмного гидропривода:
1 — объёмный гидронасос
2 — объёмный гидродвигатель
3 — гидролинии
4 — гидроаппарат
5 — гидроёмкость
6 — кондиционер
7 — устройство управления
-----------------
эл-ты 1 - 6 — гидроустройства
эл-ты 1 - 3 — гидропередача

Объёмная гидромашина
Машина, рабочий процесс в которой основан на попеременном заполнении рабочей камеры жидкостью и дальнейшем вытеснении её из рабочей камеры. Под рабочей камерой объёмной гидромашины понимается ограниченное пространство внутри машины, периодически изменяющее свой объём и попеременно сообщающееся с местами входа и выхода жидкости.

Гидроаппарат
Элемент объёмного гидропривода, предназначенный для управления потоком рабочей жидкости. Под управлением потоком жидкости понимается изменение или поддержание заданных значений давления или расхода жидкости, а также изменение направления, пуск и остановка потока.
Кондиционер рабочей жидкости
Элемент объёмного гидропривода, предназначенный для обеспечения качественных показателей и состояния рабочей жидкости.
Гидроёмкость
Элемент объёмного гидропривода, предназначенный для содержания рабочей жидкости с целью использования её в процессе работы.
Гидролиния
Элемент объёмного гидропривода, предназначенный для движения рабочей жидкости между любыми прочими элементами объёмного гидропривода, а также для передачи давления в контуре гидропривода.
Гидроустройство
Обобщающий термин, одинаково относящийся к любому элементу объёмного гидропривода, выполняющему определённую самостоятельную функцию в процессе взаимодействия с рабочей жидкостью.
Гидросистема
Совокупность всех гидроустройств, входящих в состав объёмного гидропривода.
Объёмная гидропередача
Часть объёмного гидропривода, состоящая из объёмного гидронасоса, объёмного гидродвигателя и связывающей их гидролинии. Это есть силовая часть гидропривода, через которую и протекает весь поток энергии.

### Классификация объёмных гидроприводов
Насосный гидропривод
ОГ, в котором рабочая жидкость подаётся в объёмный гидродвигатель насосом, входящим в состав этого привода.
Аккумуляторный гидропривод
ОГ, в котором рабочая жидкость подаётся в объёмный гидродвигатель из гидроаккумулятора, предварительно заряженного от внешнего источника энергии, не входящего в состав ОГ.
Магистральный гидропривод
ОГ, в котором рабочая жидкость подаётся в объёмный гидродвигатель из гидромагистрали, не входящей в состав ОГ.

## Оценочные параметры объёмного гидропривода

#### Мощность
Номинальная мощность (Вт), отдаваемая насосом в гидросистему или потребляемая гидродвигателем из гидросистемы, может быть определена по формуле:
{\displaystyle N_{H}=Q_{H}P_{H}},
где {\displaystyle Q_{H}} — номинальная подача насоса (для гидродвигателя — номинальный расход рабочей жидкости), м³/с;
{\displaystyle P_{H}} — номинальное давление на выходе из насоса (для гидродвигателя — номинальное давление рабочей жидкости на входе в гидродвигатель), Н/м².

#### КПД объёмного гидропривода
Полный коэффициент полезного действия объёмного гидропривода имеет три составляющие:
{\displaystyle \eta =\eta _{\text{г}}\eta _{0}\eta _{\text{м}},}
где {\displaystyle \eta _{\text{г}}} — гидравлический КПД, характеризующий гидравлические потери в гидроприводе;
{\displaystyle \eta _{0}} — объёмный КПД, характеризующий утечки рабочей жидкости через зазоры и щели между деталями гидроустройств;
{\displaystyle \eta _{\text{м}}} — механический КПД, характеризующий потери на механическое трение деталей гидроустройств.

## Область применения
Объёмный гидропривод машин применяется в металлорежущих станках, прессах, в системах управления летательных аппаратов, судов, тяжёлых автомобилей, мобильной строительно-дорожной технике, в системах автоматического управления и регулирования тепловых двигателей, гидротурбин. Реже объёмный гидропривод машин используется в качестве главных приводов транспортных установках на автомобилях, кранах.

## Преимущества объёмного гидропривода перед гидродинамическим
Причину компактности объёмного гидропривода по сравнению с гидродинамическим можно пояснить с помощью аналогии с электрическими сетями. Для передачи электроэнергии по линиям электропередачи её преобразуют сначала в энергию высокого напряжения. Повышение напряжения позволяет при сохранении мощности пропорционально уменьшить силу тока в линиях, уменьшая и сечение кабелей, и их массу. Точно так же передача гидравлической энергии по гидролиниям высокого давления (в системах объёмного гидропривода) позволяет уменьшить и расход жидкости (кратно), и поперечное сечение гидролиний. Кроме того, меньшую подачу могут обеспечить насосы меньшего размера и т. д. Эта аналогия не является чисто умозрительной - давление и электрическое напряжение являются величинами, характеризующими плотность энергии, переносимой единицей рабочего тела: давление в гидролинии - это величина энергии переносимой единицей объема жидкости, а напряжение в электрическое линии - энергия, переносимая единицей заряда. Аналогично и с током. В гидравлических системах аналогом тока выступает поток жидкости: объем, прошедшей по гидравлической линии за единицу времен На этом подобии разработан метод электрогидравлических аналогий, позволяющий производить теоретические исследования гидрооборудования на основе хорошо изученных процессов в электрических сетях. В свою очередь, способность работы объёмных гидромашин при высоких давлениях вытекает из принципа их работы и устройства.
Из приведённой выше формулы для мощности видно, что для обеспечения той же мощности при высоком давлении необходимо обеспечивать ме́ньшую подачу, чем при низком давлении. Поэтому при высоком давлении геометрические размеры всех узлов гидропривода становятся меньше. Поскольку, в отличие от гидродинамических гидромашин, объёмные гидромашины способны работать при высоких давлениях, то и объёмный гидропривод намного компактнее и меньше по массе гидродинамического привода. Это одно из тех обстоятельств, которые обусловили широкое распространение объёмного гидропривода по сравнению с гидродинамическим приводом.